# كانديلاريا فيغيريدو
كانديلاريا فيغيريدو (ولدت في 11 ديسمبر 1852، بيامو، كوبا - توفيت 19 يناير 1914، هافانا، كوبا)، كانت وطنية كوبية قاتلت في النضال الكوبي من أجل الاستقلال عن اسبانيا.

## الحياة
كانت كانديلاريا فيغيريدو ابنة المحامي بيدرو فيغيريدو إي سيسنيروس، وهو ثوري قومى كوبى قاتل ضد الإسبان في حرب الاستقلال الكوبى منذ عام 1868 المعروف باسم حرب السنوات العشر. كانت والدتها إيزابيل فاسكيز إي مورينو.
انضمت هي نفسها إلى النضال في أكتوبر 1868 عندما كان عمرها 16 عامًا فقط عندما طلب منها والدها حمل العلم الكوبي المستقل إلى معركة في بايامو. قبلت المهمة المحفوفة بالمخاطر بحماس ودخلت المدينة جالسة على حصان أبيض يحمل العلم المصمم حديثا.
استعادت أسبانية قوة بيامو الكبيرة في عام 1869 وهربت هي وعائلتها إلى سييرا مايسترا حيث عاشوا حياة الهاربين باستمرار. في 15 يوليو 1871 تم القبض عليها من قبل الاسبانية، جنبا إلى جنب مع شقيقتها 14 عاما وشقيقها البالغ من العمر 12 عاما. تم سجنهم في قلعة سرقسطة في مانزانيلو، حيث تم استجوابهم. وأُمرت كانديلاريا وأخواتها في نهاية الأمر بمغادرة كوبا بحلول 17 أكتوبر 1871، أو مواجهة الترحيل إلى جزيرة فرناندو بو (التي تسمى الآن بيوكو) قبالة الساحل الغربي لإفريقيا. أبحروا من مانزانيلو على مركب شراعي آني متجهة إلى نيويورك في 13 أكتوبر، على الرغم من وجود إعصار في المنطقة المجاورة. من المفترض أن يكون كانديلاريا قد أقنعت القبطان بالإبحار بالكلمات: «إنها مسألة الضرورة. أفضل ألف مرة أن أكون غذاء لأسماك القرش من طعام الإسبان». 
وقد تم لم شملها مع أمها وأخواتها الأخريات في كي ويست بولاية فلوريدا.  هناك علمت كانديلاريا بوفاة والدها وشقيقها، جوستافو في النضال. أصبحت مريضة جدًا، جزئيًا بسبب هذا الخبر، وبسبب السبب في السنوات الثلاث التي قضتها كهاربة مع عدم كفاية النظام الغذائي والمأوى. تم إرسالها إلى ناسو، البهاما للراحة والتعافي ولكن سرعان ما عادت إلى كي ويست لتكون مع عائلتها. 
في عام 1877، تزوجت من شخص منفى من كوبا آخر، يدعى فيديريكو ديل بورتيلو، الذي درس القانون في جامعة هافانا، لكنه هرب هربا من إعدام الطلاب الإسبان. كان لديهم تسعة أطفال من بينهم روزاليا، زينيدا، فيديريكو، لورينزو، بيداد، وإليسا.
في عام 1901، في أعقاب الحرب الإسبانية الأمريكية، عادت كانديلاريا وفيديريكو إلى كوبا واستقروا في هافانا. هناك رأوا العلم الكوبي أثيرت أخيرا على كاستيلو ديل مورو في 20 مايو، عام 1902. تُوفيت كانديلاريا في 19 يناير 1914، ودُفنت، مع مرتبة الشرف العسكرية الكاملة في مقبرة دي كولون في هافانا. كان التابوت الخاص بها مغطى بالعلم الذي حملته إلى بايامو قبل 45 سنة. 
نشرت سيرتها الذاتية بعد وفاتها في عام 1929.  

## روابط خارجية
- Biography and image at Cubaweb Accessed June 2010
- "Canducha"%20Patriotas%20Cubanos,%20book%20review%20published%20by%20the%20hummingbirds%20of%20the%20Casa%20Editora.%20Accessed%20June%202010 Candelaria Figueredo Vazquez "Canducha" Patriotas Cubanos, book review published by the hummingbirds of the Casa Editora. Accessed June 2010